# Tommy Banco
Tommy Banco est une série de bande dessinée d'aventure créée par les Belges Eddy Paape et Michel Greg pour l'hebdomadaire jeunesse Tintin en 1970. Jean Roze et Jacques Acar ont également scénarisé cette série, interrompue en 1975 après la parution de sa quatrième histoire. Bernard Godisiabois, alors son étudiant à l’Institut Saint-Luc de Bruxelles (et passionné de voitures), s’occupa du crayonnage et de l’encrage des nombreux véhicules présents dans les deux premières aventures.

## Naissance de la série
Cette série a, selon Paape, été réalisée pour l’Italie.
« Une maison d’édition italienne publiait Luc Orient. Un autre journal italien voulait reprendre la même série et, en attendant qu’il l’ait, on nous a demandé de créer quelque chose, ça a été Tommy Banco. Mais avant qu’on l’ait envoyé en Italie, Luc Orient était disponible et, du coup, ce journal a laissé tomber Tommy Banco. Il ne l’a publié que plus tard. On l’a fait publier dans le journal de Tintin à l’époque, mais il n’a pas été créé pour ça. »

## Synopsis
Une parcelle de désert riche en minerais refuse d’impressionner la pellicule des caméras des avions de reconnaissance et plusieurs prospecteurs y ont mystérieusement disparu. Ancien para commando, Tommy Banco et son copain Ken Callaway ont reçu l’ordre d’élucider ce phénomène. D’étranges observateurs surveillent leur parachutage au-dessus de ce territoire zéro.

## Publications

### Périodiques
- Tommy Banco, dans Tintin[2] :

1. Territoire "Zéro", 1970. Scénario de Michel Greg.
2. Dix Ans d'ombre, 1972. Scénario de Jean Roze.
3. Tir sans sommation, 1973. Scénario de Jean Roze.
4. Avarie..., 1975. Scénario de Jacques Acar.

### Albums
1. Dix Ans d’ombre, Dargaud/Le Lombard, 1973. Scénario de Jean Roze.
2. Territoire "Zéro", Dargaud/Le Lombard, 1974. Scénario de Greg.
3. Tir sans sommation, Bédéscope, 1979. Contient « Tir sans sommation » écrit par Roze et « Avarie » écrit par Jacques Acar.